# الف (نژاد افسانه‌ای)

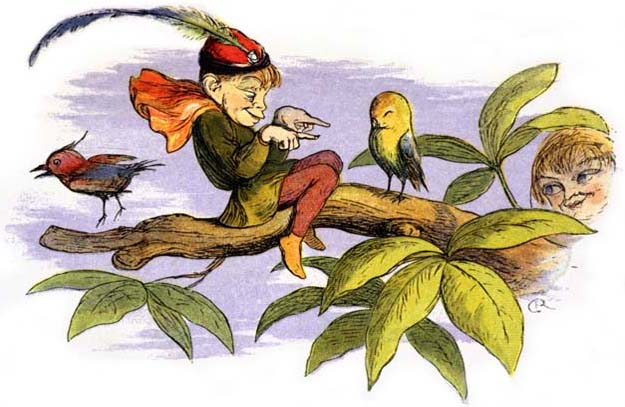
الف در فرهنگ انگلیسی

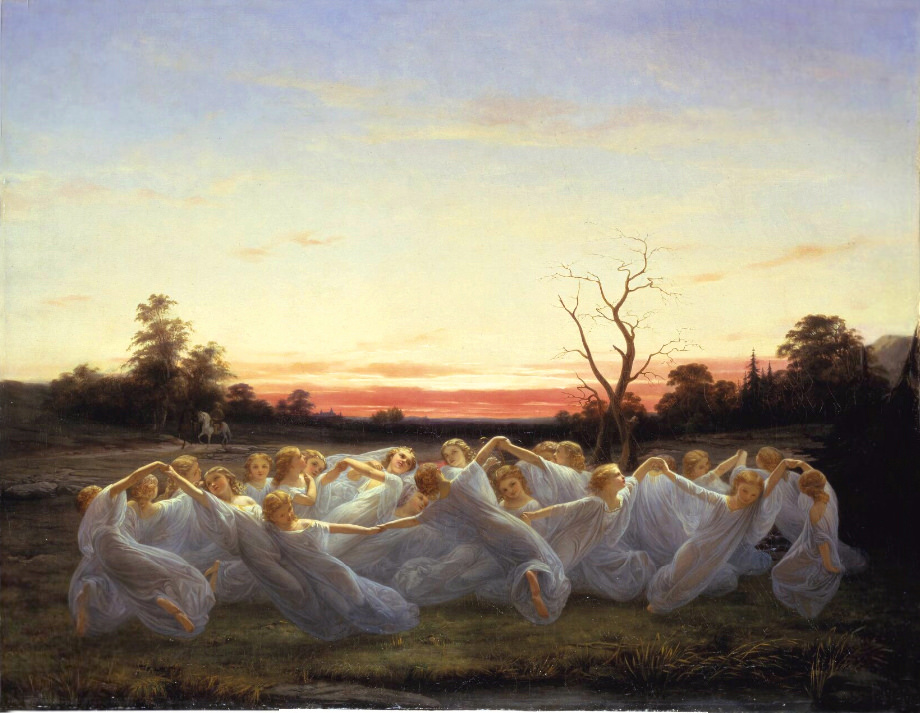
مرغزار اِلف‌ها (۱۸۵۰ میلادی)، موزه ملی استکهلم

اِلف (به انگلیسی: Elf) نوعی موجود فراطبیعی انسان‌نما در فولکور ژرمنی است. الف‌ها به‌ویژه در اسطوره‌شناسی شمال ژرمنی حضور برجسته‌ای دارند و در آثار ایسلندی ادای منظوم و ادای منثور از آن‌ها یاد شده است.
در فرهنگ‌های قرون وسطایی زبان‌های ژرمنی، الف‌ها به‌عنوان موجوداتی جادویی با زیبایی ماورایی شناخته می‌شدند که نسبت به انسان‌ها موضعی دوگانه داشتند؛ گاه یاری‌رسان بودند و گاه آسیب‌زننده. باورها دربارهٔ آن‌ها در زمان‌ها و مکان‌های مختلف تفاوت زیادی داشت و در هر دو فرهنگ پیشامسیحی و مسیحی رشد و گسترش یافت. واژهٔ "الف" در سراسر زبان‌های ژرمنی دیده می‌شود و به‌نظر می‌رسد که در اصل به معنای «موجود سفید» بوده باشد. با این حال، بازسازی مفهوم اولیهٔ الف‌ها بیشتر بر پایهٔ متونی است که توسط مسیحیان نوشته شده‌اند، مانند متون به زبان انگلیسی کهن و میانه، آلمانی قرون وسطی و نورس کهن. در این متون، الف‌ها به اشکال گوناگون با خدایان اساطیر نورس، با بیماری‌زایی، جادو، زیبایی و فریفتگی پیوند یافته‌اند.
پس از دوران قرون وسطی، واژهٔ الف در زبان‌های ژرمنی کم‌کاربردتر شد و جای خود را به واژگانی چون Zwerg («کوتوله») در آلمانی، huldra («موجود پنهان») در زبان‌های شمال ژرمنی، و وام‌واژه‌هایی چون fairy («پری»، برگرفته از فرانسوی) داد. با این حال، باور به الف‌ها در دورهٔ مدرن آغازین همچنان ادامه یافت، به‌ویژه در اسکاتلند و اسکاندیناوی، جایی که الف‌ها به‌عنوان انسان‌هایی جادویی تصور می‌شدند که معمولاً به‌صورت نامرئی در کنار جوامع انسانی زندگی می‌کنند. همچنان باور بر این بود که آنان بیماری می‌آورند یا تهدیدهای جنسی به‌وجود می‌آورند. برای نمونه، چندین تصنیف از دوران مدرن آغازین در جزایر بریتانیا و اسکاندیناوی — که ریشه در قرون وسطی دارند — الف‌هایی را توصیف می‌کنند که می‌کوشند انسان‌ها را اغوا کرده یا بربایند.
با گسترش شهرنشینی و صنعتی‌شدن در دوران مدرن، باور به الف‌ها به‌سرعت کاهش یافت، هرچند ایسلند همچنان تا حدی مدعی باور عامه به الف‌هاست. الف‌ها از دورهٔ مدرن آغازین وارد ادبیات و هنر نخبگان تحصیل‌کرده شدند. در این آثار، الف‌ها به‌عنوان موجوداتی ریزاندام و بازیگوش تصویر شدند؛ نمایشنامهٔ رویای شب نیمهٔ تابستان اثر ویلیام شکسپیر نقطهٔ عطف مهمی در شکل‌گیری این تصور بود. در قرن هجدهم، نویسندگان رمانتیک آلمانی از این تصور الهام گرفتند و واژهٔ elf را دوباره وارد زبان آلمانی کردند. از این تصویر رمانتیک بود که الف‌های فرهنگ عامهٔ مدرن پدید آمدند. الف‌های کریسمس پدیده‌ای نسبتاً نوظهورند که در اواخر قرن نوزدهم در ایالات متحده محبوبیت یافتند. الف‌ها در سدهٔ بیستم با ظهور آثار جی. آر. آر. تالکین وارد ژانر خیال‌پردازی حماسی شدند؛ آثاری که بار دیگر الف‌ها را به‌عنوان موجوداتی انسان‌نما و هم‌اندازهٔ انسان بازنمایی کردند. الف‌ها امروزه نیز بخشی برجسته از رسانه‌های فانتزی به‌شمار می‌روند.

## ریشه‌شناسی
واژهٔ انگلیسی elf برگرفته از واژهٔ انگلیسی کهن ælf است (که جمع آن *ælfe بوده است). این واژه در گویش‌های گوناگون انگلیسی کهن به شکل‌های مختلفی ثبت شده، اما در دورهٔ انگلیسی میانه، این اشکال به‌تدریج به صورت elf همگرا شدند. در دوران انگلیسی کهن، برای الف‌های مؤنث صورت‌های جداگانه‌ای به کار می‌رفت (مانند ælfen، که به‌احتمال از نیای ژرمنیِ *ɑlβ(i)innjō گرفته شده)، اما در دورهٔ انگلیسی میانه، واژهٔ elf به‌طور معمول شامل موجودات مؤنث نیز می‌شد.

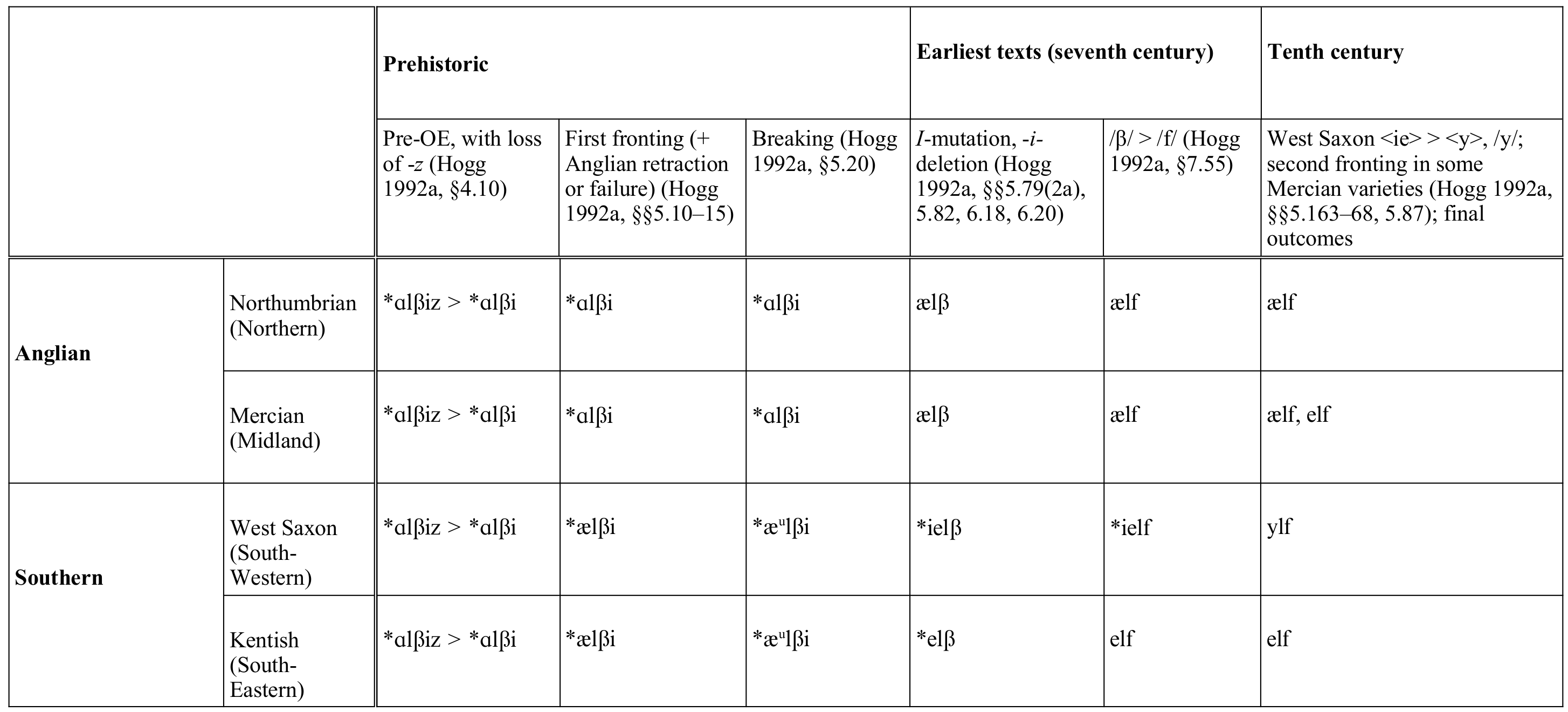
نموداری که نشان می‌دهد چگونه صدای کلمۀ elf در تاریخ زبان انگلیسی تغییر کرده است.

صورت‌های انگلیسی کهن این واژه با واژگان ژرمنیِ قرون وسطایی همچون álfr در نورس کهن (به معنای «الف»؛ جمع: álfar)، alp در آلمانی علیای کهن (به معنای «روح خبیث»؛ جمع: alpî, elpî؛ مؤنث: elbe)، *alfs در زبان بورگوندیایی (به معنای «الف»)، و alf در آلمانی سفلی میانه (به معنای «روح خبیث») هم‌ریشه‌اند. همهٔ این واژگان ریشه در زبان نیاژرمنی دارند — زبانی که نیا و جد همهٔ زبان‌های ژرمنی شناخته‌شده است. صورت‌های بازسازی‌شدهٔ این واژه در نیاژرمنی به‌گونهٔ *ɑlβi-z و *ɑlβɑ-z ارائه شده‌اند.
گفته می‌شود که این صورت ژرمنی *ɑlβi-z / *ɑlβɑ-z با واژگان زیر هم‌ریشه است: albus در لاتین (به معنای «سفیدِ مات»)، ailbhín در زبان ایرلندی کهن (به معنای «گله»)، ἀλφός (alphós) در یونانی باستان (به معنای «سفیدی، پیسی سفید») و elb در زبان آلبانیایی (به معنای «جو»).   همچنین این واژه با واژهٔ ژرمنی برای «قو» یعنی *albit- (مقایسه شود با واژهٔ álpt در زبان ایسلندی نو) مرتبط دانسته می‌شود. همهٔ این واژگان از ریشهٔ نیاهندواروپایی *h₂elbʰ- سرچشمه می‌گیرند و به‌نظر می‌رسد که مفهومی مشترک از «سفیدی» آن‌ها را به هم پیوند می‌دهد. از این رو، واژهٔ ژرمنی احتمالاً در اصل به معنای «سفید‌روی» بوده است، شاید به‌صورت کنایی یا محترمانه.
یاکوب گریم بر این باور بود که «سفیدی» دلالت‌های اخلاقیِ مثبت دارد و با اشاره به لیوس‌آلفار (ljósálfar) در نوشته‌های اسنوری استورلوسون، چنین نتیجه گرفت که الف‌ها ایزدگونه‌هایی وابسته به نور بوده‌اند. البته، این برداشت قطعی نیست. برای مثال، هم‌ریشه‌های این واژه بیشتر به «سفیدی مات» اشاره دارند تا «درخشندگی»، و در متون اسکاندیناویاییِ قرون وسطی نیز سفیدی بیشتر با زیبایی (به‌ویژه زیبایی زنانه) پیوند دارد. از این رو، الریک هال پیشنهاد داده که الف‌ها شاید «مردمان سفید» خوانده می‌شدند زیرا سفیدی با زیبایی (به‌ویژه زیبایی زنانه) مرتبط بوده است.
ریشه‌شناسیِ کاملاً متفاوتی نیز توسط آدالبرت کون در سال ۱۸۵۵ پیشنهاد شده که بر پایهٔ آن، واژهٔ elf با واژهٔ ṛbhus — صنعتگران نیمه‌ایزدی در اسطوره‌شناسی هند — هم‌ریشه دانسته شده است. در این نظریه، واژهٔ *ɑlβi-z به معنای «ماهر، مبتکر، خلاق» است و می‌تواند با واژهٔ labor در لاتین (در معنای «کار خلاقانه») هم‌ریشه باشد. هرچند این نظریه گه‌گاه مطرح می‌شود، اما به‌طور گسترده مورد پذیرش قرار نگرفته است.

## در متون قرون وسطی